# فهرست سرزمین‌هایی که مالایی یک زبان رسمی در آنجا است
در اینجا فهرست سرزمین‌هایی که که زبان رسمی‌شان مالایی است، ارائه شده‌است.

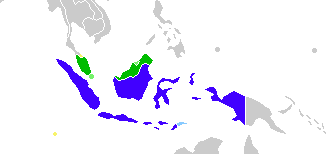
مناطق مالایی‌زبان.

## فهرست
| کشور    | منطقه | جمعیت       | زبان نخست؟ |
| ------- | ----- | ----------- | ---------- |
| اندونزی | آسیا  | ۲۳۷٬۴۲۴٬۳۶۳ | بله        |
| مالزی   | آسیا  | ۳۰٬۰۱۸٬۲۴۲  | بله        |
| سنگاپور | آسیا  | ۵٬۴۶۹٬۷۰۰   | نه         |
| برونئی  | آسیا  | ۴۱۷٬۲۰۰     | بله        |